# 迈皋桥街道
迈皋桥街道，是中国江苏南京栖霞区下属的一个街道办事处，驻长营村42号。面积13.03平方千米，人口39357人。辖16个社区：南塑、华电、晓庄、山水园、景和园、汇宏园、春晓园、奋斗、兴卫村、万寿村、迈皋桥街、东井村、十字街、金宁新村、合班村和长营社区。

## 交通
- 公交车站
- 地铁站
  - 1号线、6号线（在建）、7号线（在建）

## 事件
2010年7月28日，南京市棲霞區邁皋橋街道，萬壽村15號前南京塑料四廠，丙烯管道泄漏，爆炸造成10人死亡，14人危重，120人送入邁皋橋醫院、中西醫結合醫院、南京市第一醫院等。 

## 资料来源
- 中国行政区划·栖霞区 （页面存档备份，存于）

1. ↑  .   [2010-07-28]. （原始内容存档于2010-08-01）.
2. ↑  南京棲霞區邁皋橋液化氣廠大爆炸 的存檔，存档日期2010-07-31.